# Zwartstreepblindwants
De zwartstreepblindwants (Cyrtorhinus caricis) is een wants uit de familie van de blindwantsen (Miridae). De soort werd het eerst wetenschappelijk beschreven door Carl Fredrik Fallén in 1807.

## Uiterlijk
De redelijk langwerpig ovale blindwants is langvleugelig en kan 3.5 tot 4 mm lang worden. De pootjes zijn groen of geelkleurig. De antennes zijn volledig zwart van kleur, net als de kop, het halsschild en het scutellum. Het lichaam is verder groen of bruingeel gekleurd en heeft een duidelijk brede zwarte streep in de lengte over het midden (vandaar de Nederlandse naam). Het doorzichtige vliezige deel van de voorvleugels is grijs met bruine aders.

## Leefwijze
Na overwintering als ei komen de nimfen tevoorschijn en de volwassen wantsen zijn van juni tot in september waar te nemen in vochtige gebieden tussen cypergrassen en russen waar ze eten van eieren en larven van spoorcicaden (Delphacidae). Er is één generatie per jaar.

## Leefgebied
Het verspreidingsgebied is Holarctisch en strekt zich uit van Europa tot in Azië en Noord-Amerika. In Nederland is de soort zeer zeldzaam.